# Ari Graynor
Ariel Geltman Graynor (Boston, 1983. április 27. –) amerikai színésznő.
Ismertebb televíziós alakításai voltak a Maffiózók, A rejtély, a Bad Teacher és a Szénné égek idefent epizódjaiban. Szerepelt a Dalok ismerkedéshez (2008) és a Szex, barátság, telefon (2012) című filmekben is.

## Fiatalkora
1983. április 27-én született Bostonban, Joani Geltman gyermeknevelési szakértő és Greg Graynor vállalkozó lányaként.
Édesanyja zsidó családból származik. Édesapja lengyel és római katolikus háttérrel rendelkezik, majd áttért a zsidó hitre. Graynor zsidónak nevelkedett. Apai nagyapja vezetéknevét Gryznáról változtatták meg.
A Buckingham Browne & Nichols magániskolába járt Cambridge-ben (2001-es évfolyam), valamint a Trinity College-ba, Hartfordban.

## Filmográfia

### Film
| Év   | Magyar cím                  | Eredeti cím                          | Szerep                                 | Magyar hang       |
| ---- | --------------------------- | ------------------------------------ | -------------------------------------- | ----------------- |
| 2003 | Titokzatos folyó            | Mystic River                         | Eve Pigeon                             |                   |
| 2004 |                             | Book of Love                         | Naomi                                  |                   |
| 2004 | Családom titkai             | Imaginary Heroes                     | Jenny                                  |                   |
| 2004 | Sötét ösvény                | Bereft                               | Louise                                 |                   |
| 2005 | 6-os játszma                | Game 6                               | Laurel Rogan                           |                   |
| 2005 | New York arcai              | The Great New Wonderful              | Lisa Krindel ("Emme's Story"-szegmens) |                   |
| 2006 | Oscar – vágy                | For Your Consideration               | fiatal nő                              |                   |
| 2007 | Bűnök                       | An American Crime                    | Paula Baniszewski                      | Czető Zsanett     |
| 2007 | Az utolsó round             | Turn the River                       | Charlotte                              |                   |
| 2008 |                             | Blues                                | Tara                                   |                   |
| 2008 | Dalok ismerkedéshez         | Nick and Norah's Infinite Playlist   | Caroline                               | Csondor Kata      |
| 2009 | Lázongó ifjúság             | Youth in Revolt                      | Lacey                                  | Mezei Kitty       |
| 2009 | Hajrá Bliss!                | Whip It                              | Eva Destruction                        |                   |
| 2010 | Kóser játszma               | Holy Rollers                         | Rachel Apfel                           | Mezei Kitty       |
| 2010 | Párterápia                  | Date Night                           | fiatal nő                              |                   |
| 2010 | Meggyőződés                 | Conviction                           | Mandy Marsh                            |                   |
| 2010 |                             | No Deal (rövidfilm)                  | Cassie                                 |                   |
| 2011 | Tetemes összeg              | Lucky                                | Lucy St. Martin                        | Nemes Takách Kata |
| 2011 | Újra együtt                 | 10 Years                             | Sam                                    | Pálmai Anna       |
| 2011 | Számos pasas                | What's Your Number?                  | Daisy Darling                          | Spilák Klára      |
| 2011 | A bébisintér                | The Sitter                           | Marisa Lewis                           | Zakariás Éva      |
| 2012 | Celeste és Jesse mindörökre | Celeste & Jesse Forever              | Beth                                   | Haumann Petra     |
| 2012 | Celeste és Jesse mindörökre | Celeste & Jesse Forever              | Beth                                   | Zsigmond Tamara   |
| 2012 | Szex, barátság, telefon     | For a Good Time, Call...             | Katie Steele                           | Mezei Kitty       |
| 2012 | Szeka-túra                  | The Guilt Trip                       | Joyce Margolis                         |                   |
| 2016 |                             | Wiener-Dog                           | Carol Steinhart                        |                   |
| 2016 |                             | Join the Club (rövidfilm)            | Nina                                   |                   |
| 2017 | A katasztrófaművész         | The Disaster Artist                  | Juliette Danielle                      | Mezei Kitty       |
| 2018 | Így ne legyél elnök         | The Front Runner                     | Ann Devroy                             | Ősi Ildikó        |
| 2020 | Mint egy főnök              | Like a Boss                          | Angela                                 | Mezei Kitty       |
| 2023 |                             | The Anne Frank Gift Shop (rövidfilm) | Amy                                    |                   |

### Televízió
| Év        | Magyar cím                                         | Eredeti cím                                  | Szerep                 | Megjegyzések                                                  |
| --------- | -------------------------------------------------- | -------------------------------------------- | ---------------------- | ------------------------------------------------------------- |
| 2001      | Maffiózók                                          | The Sopranos                                 | Caitlin Rucker         | visszatérő szereplő (4 epizód)                                |
| 2003      | Esküdt ellenségek: Különleges ügyosztály           | Law & Order: Special Victims Unit            | Missy Kurtz            | 1 epizód                                                      |
| 2005      | Veronica Mars                                      | Veronica Mars                                | Jessie Doyle           | 1 epizód                                                      |
| 2007      | CSI: Miami helyszínelők                            | CSI: Miami                                   | Elvina                 | 1 epizód                                                      |
| 2007      | Gyilkos számok                                     | Numbers                                      | Ella Pierce            | 1 epizód                                                      |
| 2008–2012 | Amerikai fater                                     | American Dad!                                | egyéb hangok           | 5 epizód                                                      |
| 2009–2010 | A rejtély                                          | Fringe                                       | Rachel / Kelsie        | visszatérő szereplő (10 epizód)                               |
| 2010      | A Cleveland-show                                   | The Cleveland Show                           | BigSkeez (hangja)      | 1 epizód                                                      |
| 2011      | Family Guy                                         | Family Guy                                   | Kitty Hawk nő (hangja) | 1 epizód                                                      |
| 2014      |                                                    | Bad Teacher                                  | Meredith Davis         | állandó szereplő (13 epizód) producer                         |
| 2014      |                                                    | Garfunkel and Oates                          | Cornish                | 1 epizód                                                      |
| 2015      |                                                    | Kroll Show                                   | Proctor                | 1 epizód                                                      |
| 2017–2018 | Szénné égek idefent                                | I'm Dying Up Here                            | Cassie Feder           | - állandó szereplő (20 epizód) - magyar hangja: - Mezei Kitty |
| 2019      |                                                    | SMILF                                        | Emma                   | 1 epizód                                                      |
| 2020      | Mrs. America                                       | Mrs. America                                 | Brenda Feigen-Fasteau  | - minisorozat (9 epizód) - magyar hangja: - Dobó Enikő        |
| 2020      |                                                    | Home Movie: The Princess Bride               | Valerie                | 1 epizód                                                      |
| 2022      | Felszín                                            | Surface                                      | Caroline               | főszereplő (8 epizód)                                         |
| 2023      | Győzelmi sorozat: A Lakers dinasztia felemelkedése | Winning Time: The Rise of the Lakers Dynasty | Honey Kaplan           | visszatérő szereplő (7 epizód)                                |

## Fordítás
- Ez a szócikk részben vagy egészben  az   Ari Graynor című angol Wikipédia-szócikk ezen változatának fordításán alapul.  Az eredeti cikk szerkesztőit annak laptörténete sorolja fel. Ez a jelzés csupán a megfogalmazás eredetét és a szerzői jogokat jelzi, nem szolgál a cikkben szereplő információk forrásmegjelöléseként.